# 聖路易斯交通中心
聖路易斯交通中心（[] 错误：{{Langx}}：拉丁字母轉寫（帮助），直譯為“門關多模式交通中心”）又稱門關交通車站（Gateway Transportation Station）或門關車站（Gateway Station），是位於密蘇里州聖路易斯市區的一座鐵路，公交和捷運共用車站。其為聖路易斯市地面長途短途公共交通中心，亦是密蘇里州內客流最大的鐵路交通樞紐（若按建築面積則為堪薩斯城聯合車站）。

## 歷史
聖路易斯自路易斯安那併購以來，就成為美國東西部水陸交通樞紐。數條鐵路在聖路易斯接軌。19世紀末興建的聖路易斯聯合車站，一度是世界上佔地最大，收發列車最多的鐵路車站。第二次世界大戰結束以後，隨著航空和公路交通興起，美國鐵路客運迅速衰落。1971年美國國鐵接手全國城際鐵路客運後，經過聖路易斯的列車數目直線下降。1978年11月，由於客流過少，美鐵關閉聯合車站，並在原車站東南16街毗鄰鐵路正線上新建臨時車站。由於臨時車站站房結構脆弱，設施簡陋，被人譏諷為“美國棚戶”。
由於美鐵資金不足以及列車班次減少，新建新型車站的計劃一直被擱置。臨時車站使用近26年。80年代聯合車站整修完成後，雖保留了部分停站和月台設施，但美鐵仍使用臨時車站。2004年，隨著舊有建築無法滿足需要，美鐵在車站月台側重新修建一座鋼結構平房作為新站房，耗資僅60萬美元。目前該站房仍被保留，為美鐵工作人員辦公場所。
2006年以後，聖路易斯鐵路客流和收發車次有所增加，計劃中的芝加哥－聖路易斯准高速鐵路亦使原有臨時車站無法滿足需要。美鐵並未如同堪薩斯城聯合車站一樣使用預留設施，而是在臨時車站東側正線上新建中型車站。為此，聖路易斯市政府總計投資3140萬美元。車站建築曾獲得多項獎勵，主要有2009年度聖路易斯地區新建建築優秀獎，2008年《河邊先鋒報》最佳新建建築獎，以及照明工程學會2009年度優秀獎。2008年11月19日，聖路易斯新站正式開通。

## 運營狀況

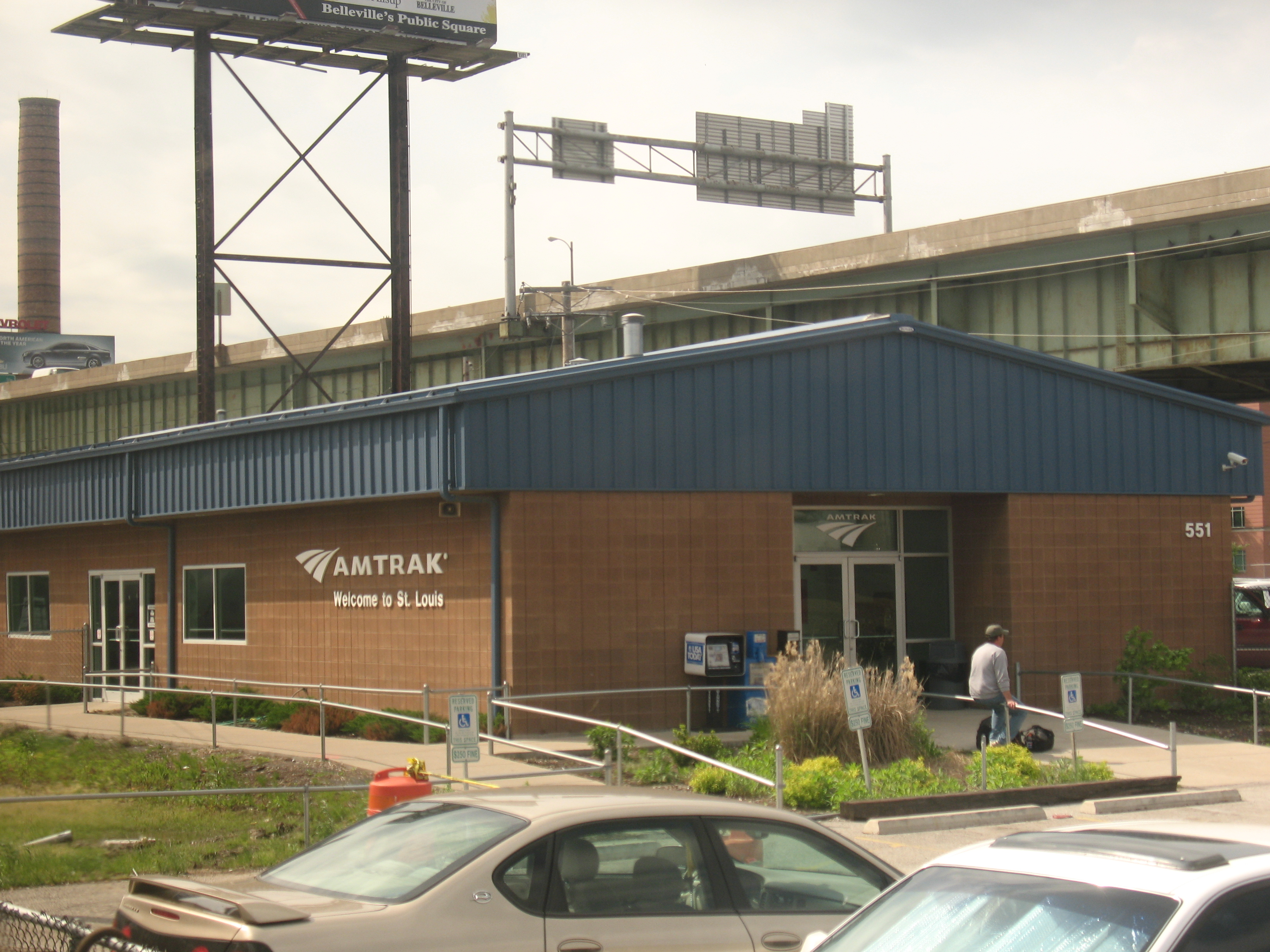
美鐵曾經使用的臨時車站，現為工作人員使用設施

聖路易斯交通中心為聖路易斯市區最大地面交通中心，溝通城際鐵路、輕軌、長途巴士和公共汽車。

### 美鐵
聖路易斯交通中心每日收發約12班美鐵列車。目前停靠的列車有林肯服務號、密蘇里河泛舟號和德州之鷹號。聖路易斯為前兩種列車的終點站。
美鐵每日收發一對前往卡本戴爾車站的巴士，乘客可接駁新奧爾良城號。

### 聖路易斯輕軌
聖路易斯交通中心在規劃時就曾特別注意和輕軌系統互通。車站內有轉乘通道至輕軌市民中心站。該站為聖路易斯輕軌換乘站，乘客可搭乘紅線或藍線至蘭伯特-聖路易斯國際機場和都會東區。

### 市內巴士
以下聖路易斯城市巴士在車站設有停站：
- 4路
- 8路
- 10路
- 11路
- 30路
- 32路
- 41路
- 73路
- 74路
- 80路
- 94路
- 97路
- 99路
- 40X快線
- 58X快線
- 410X快線
- 174X快線
- 36X快線

曼迪遜縣巴士主要服務于都會東區，亦溝通東區和聖路易斯市區。下列巴士以聖路易斯交通中心為始發終到站：
- 18X快線
- 16X快線
- 14X快線
- 3X快線
- 1X快線

### 长途巴士
聖路易斯交通中心內亦有灰狗巴士站。目前該站經停六條以上灰狗線路。站內共設12個巴士乘降場，使用獨立的進出站通道。
麥格巴士以聖路易斯交通中心作為停靠站，所屬線路為M5。向北可至諾默爾，芝加哥；向西至哥倫比亞和堪薩斯城，向東至孟菲斯。